# Bucculatrix caenothiella
Bucculatrix caenothiella är en fjärilsart som beskrevs av Braun 1918. Bucculatrix caenothiella ingår i släktet Bucculatrix och familjen kronmalar. Inga underarter finns listade i Catalogue of Life.